# Поплавська Марина Францівна
Поплавська Маріанна (Марина) Францівна (9 березня 1970, Новоград-Волинський, Житомирська область, Українська РСР, СРСР — 20 жовтня 2018, біля с. Мила, Києво-Святошинський район, Київська область, Україна) — українська акторка, учасниця проєктів «Дизель Студіо» (скетч-ком «На трьох», концертне шоу «Дизель Шоу»). Лауреатка Міжнародного музичного фестивалю КВК (імені Ріхтера), двічі чемпіонка Асоціації КВН України, керівниця і продюсерка телевізійної команди КВК «Дівчата з Житомира», багаторазова учасниця телепрограм на ОРТ, 1+1, ТЕТ, ICTV, Інтер.

## Життєпис
Народилася 9 березня 1970 року в місті Новоград-Волинський Житомирської області. Тут пройшло її дитинство, мріяла стати вчителькою і працювати з дітьми. Після школи вступила на факультет української філології Житомирського державного університету імені Івана Франка, де університетська самодіяльність відкрила в ній акторські таланти. Понад 20 років викладала українську мову та літературу, суміщаючи акторство та вчителювання.
Поплавська закінчила університет[коли?], де проявилась як співачка, акторка і педагогиня. Запрошена в команду «Дівчата з Житомира», проте добитися в прем'єр-лізі особливих результатів не вдалося. Зате відзначилася на музичних фестивалях. Працювала у гумористичній передачі «DIZEL Шоу».

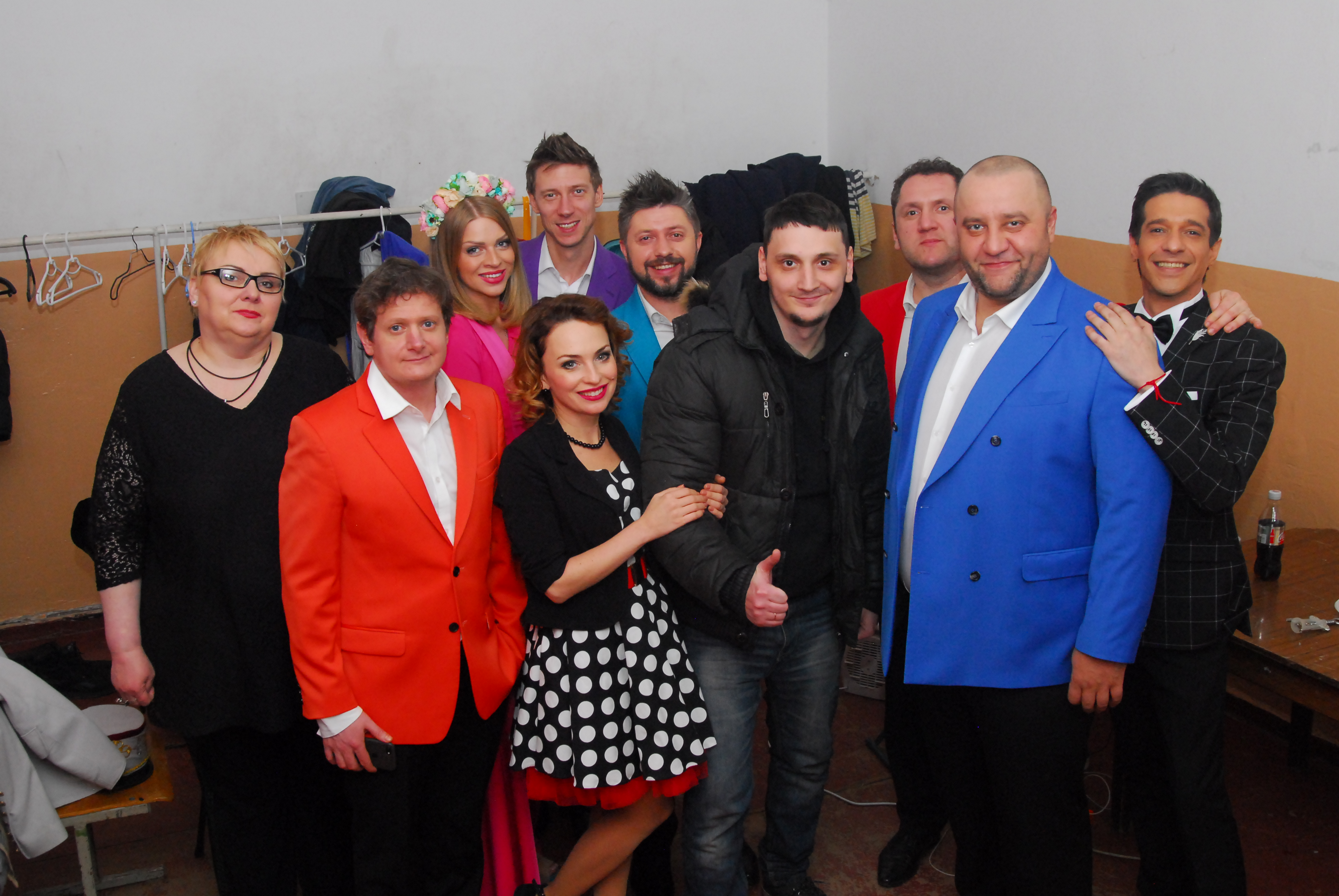
Спільне фото з «Дизель Студіо»

Після успішного виступу на музичному фестивалі в Юрмалі керівництво телестудії НТВ запросило її вести телепередачу «На трьох».
Все життя Марина Поплавська присвятила КВК і дітям. Велику кількість телевізійних пропозицій, зйомок відкидала, якщо потрібно було порушувати графік роботи в школі. У 2017 році в інтерв'ю розповіла, що звільнилася зі школи через нестачу часу. Останній рік життя присвятила повністю телебаченню і роботі в улюбленому шоу.
У шлюбі не була, дітей не мала. Опікувалась племінниками.
20 жовтня 2018 року загинула в автокатастрофі на Житомирській трасі біля села  Мила Києво-Святошинського району Київської області (нині Дмитрівська сільська територіальна громада Бучанського району) (автобус з акторами влетів у вантажівку).
21 жовтня 2018 року у київському Жовтневому палаці відбулося прощання з Мариною Поплавською. 22 жовтня похована в Житомирі на Корбутівському кладовищі. У жовтні 2020 року колеги Поплавської виготовили пам'ятник, який планують встановити у центральній частині Житомира.
Артисти «Дизель Шоу» запустили у соцмережах флешмоб «Марина з нами». Зірки проєкту та фани опублікували фото і відео, зроблені за життя Поплавської..

## Фільмографія
- 2004 Фільм «Чотири кохання», епізод
- 2006 Фільм «Повернення блудного чоловіка», епізод
- 2007 Фільм «Дні надії» (бармен)
- 2013—2015 Серіал «Як гартувався стайл» (комендантка)
- 2015 «Країна У» (Тамара Василівна)
- 2015—2016 «Це-любов», епізод
- 2015—2018 «Дизель Шоу»
- 2015—2018 «На трьох»
- 2018 «Кохання. Побічний ефект» (пацієнтка).

## Родина
- Батько — Франц Петрович Поплавський.
- Мати — Ніна Олександрівна Філіпова.
- Сестра — Людмила Францівна Поплавська.

## Нагороди
- Орден «За заслуги» III ст. (1 грудня 2018, посмертно) — за значний особистий внесок у державне будівництво, соціально-економічний, науково-технічний, культурно-освітній розвиток Української держави, вагомі трудові досягнення, багаторічну сумлінну працю[12]